# میدلی، استافوردشر
میدلی (به انگلیسی: Madeley) یک روستا و محله مدنی در بریتانیا است که در Borough of Newcastle-under-Lyme واقع شده‌است. میدلی ۴٬۲۲۲ نفر جمعیت دارد.